# Стоп моушън анимация
Стоп моушън анимацията (от англ.: stop motion – „спряло движение“) е техника за правене на анимационни филми, при която обектите се манипулират физически на малки стъпки между отделно снимани кадри, така че да изглежда, че показват независимо движение или се променят, когато се възпроизвежда поредицата от кадри. По този начин всеки вид обект може да бъде анимиран, но най-често се използват кукли с подвижни стави (куклена анимация) или пластилинови фигури (глинена анимация). При анимация на модели се използват кукли, модели или глинени фигури, изградени около арматура. Спиране на движението с живи актьори често се нарича пиксилация (pixilation). Стоп моушън анимацията на (в общия случай изрязани) плоски материали като хартия, тъкани или фотографии обикновено се нарича изрязана анимация (cutout animation).

## Терминология
Терминът „стоп моушън“, когато е изписан на английски език, има две значения, според изписването:
- „stop motion“ – стоп моушън, в контекста на анимацията
- „stop-motion“ – със значение, нямащо връзка с анимация или кино: „устройство за автоматично спиране на машина или двигател, когато нещо се обърка“ (The New Shorter Oxford English Dictionary, издание от 1993 г.)[2]

Стоп моушън техниката не трябва да се бърка с таймлапс, при която снимки на жива сцена се правят на равни интервали и след това се комбинират, за да се направи непрекъснат филм, в който времето изглежда се движи по-бързо.

## История
Преди появата на хронофотографията през 1878 г., малобройни последователности от снимки са снимани с обекти в отделни пози. Те вече могат да се разглеждат като форма на стоп моушън или пиксилация, но много малко резултати са имали предназначението да бъдат анимирани.
През 1849 г. Джозеф Плато (Joseph Plateau) публикува бележка за подобрения на своя Fantascope. Нова полупрозрачна вариация подобрява качеството на картината и може да се гледа с двете очи едновременно от няколко души. Плато заявява, че илюзията може да бъде разширена още повече с идея, съобщена му от Чарлз Уитстоун (Charles Wheatstone): комбинация от фантаскопа и стереоскопа на Уитстоун. Плато смята, че изграждането на последователен набор от стереоскопични двойки изображения ще бъде по-трудната част от плана, отколкото адаптирането на две копия на подобрения му фантаскоп, за да бъде снабден със стереоскоп. Уитстоун предложил да се използват снимки върху хартия на твърд предмет, например статуетка. Плато заключава, че за тази цел могат да бъдат направени 16 пластелинови модела с 16 обичайни модификации. Той вярва, че подобен проект ще отнеме много време и внимателни усилия, но ще си заслужава поради очакваните прекрасни резултати. За съжаление планът така и не е изпълнен, вероятно защото Плато е бил почти напълно сляп по това време.